# ساموئل بلامی (بازیکن فوتبال)
ساموئل بلامی (انگلیسی: Samuel Bellamy; ۲ نوامبر ۱۹۱۳ – ۴ ژوئن ۲۰۰۵) بازیکن فوتبال اهل بریتانیا بود.
از باشگاه‌هایی که در آن بازی کرده‌است می‌توان به باشگاه فوتبال تاموورث و باشگاه فوتبال بیرمنگام سیتی اشاره کرد.